# Rosengarten (Berlin-Friedrichshain)
Der Rosengarten ist eine Parkanlage im Berliner Ortsteil Friedrichshain des Bezirks Friedrichshain-Kreuzberg. Der Park befindet sich an der Nordseite der Karl-Marx-Allee 103–105 in der Nähe des U-Bahnhofs Weberwiese zwischen den beiden Eingängen und erstreckt sich über eine Länge von ca. 100 Metern.
Der Park ist geprägt durch eine Rasenfläche in der Mitte. Am Rand verlaufen Wege, die umrankt sind von Beeten mit Rosen, weiteren Blumen und Sträuchern.

## Geschichte

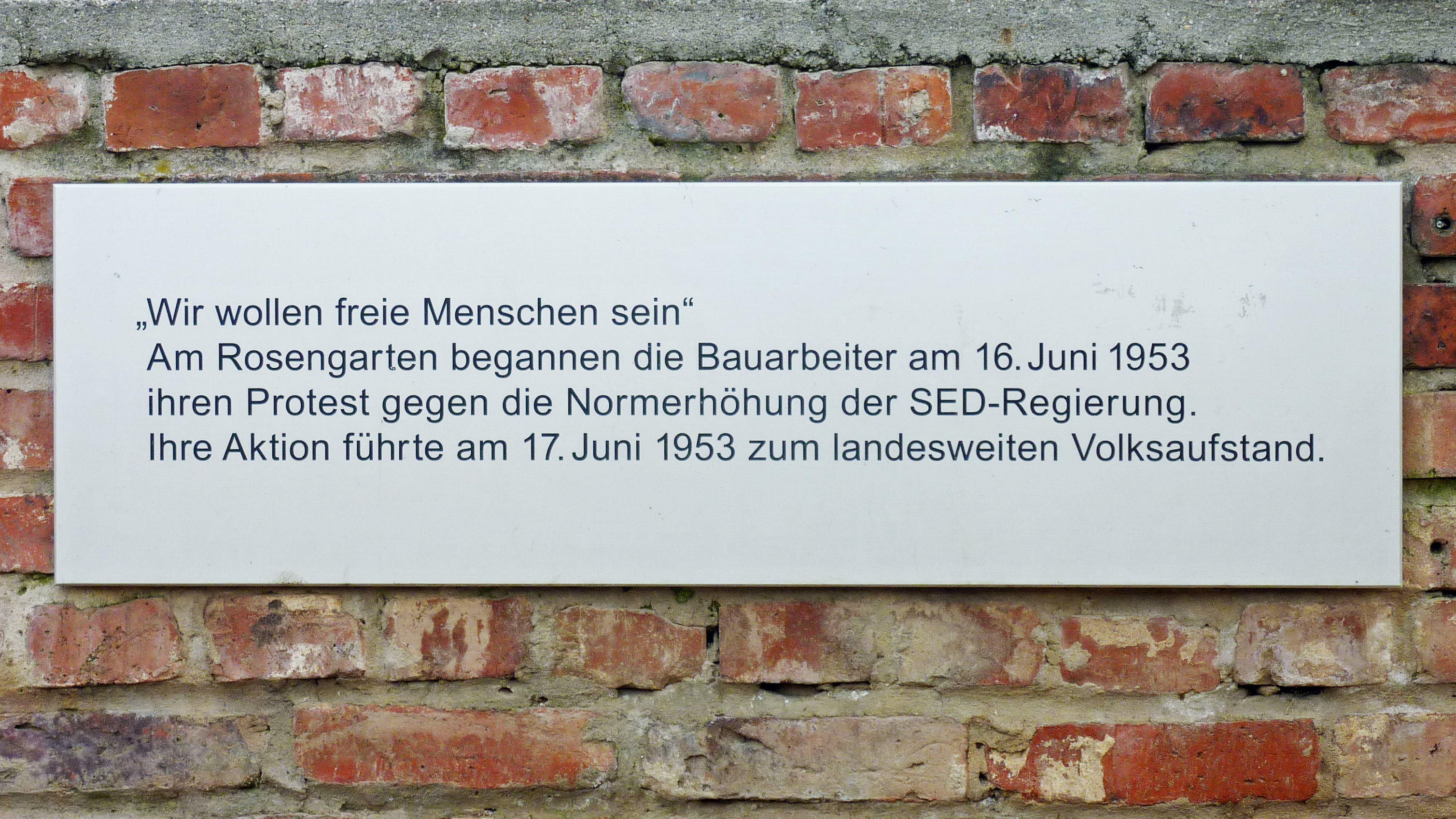
Aluminiumtafel an einer Backsteinmauer im Rosengarten an der Karl-Marx-Allee in Berlin-Friedrichshain zum Gedenken an den Vorabend und Ausgangsort des Volksaufstandes vom 17. Juni 1953

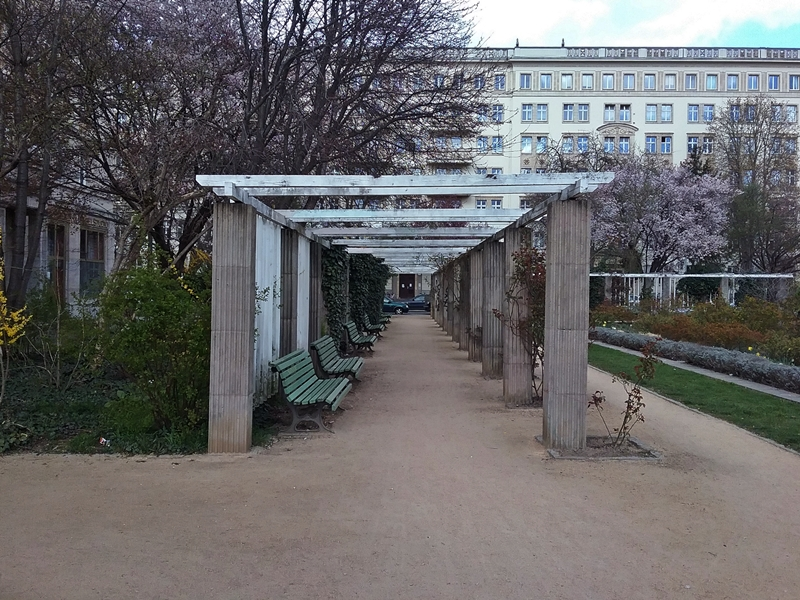
Rosengarten mit Pergola

Der Rosengarten wurde zusammen mit den Prachtbauten der damaligen Stalinallee (heute: Karl-Marx-Allee) Anfang der 1950er Jahre angelegt. An der Parkanlage begann am 16. Juni 1953 ein Protest der Bauarbeiter, der am 17. Juni 1953 zu einem landesweiten Volksaufstand führte. Es kam zu Streiks, Demonstrationen und Protesten in der gesamten DDR, die mit politischen und wirtschaftlichen Forderungen verbunden waren. Dieser Aufstand wurde von der sowjetischen Armee niedergeschlagen. Im Jahr 1979 wurde um die Hälfte der Parkanlage eine Pergola aufgestellt. Der Park wurde im Laufe der Zeit immer wieder umgestaltet und zuletzt im Jahr 1994 erneut restauriert.
In den Ausbildungsjahren 2015 und 2016 erneuerten Lehrlinge der Grünflächenämter Friedrichshain-Kreuzberg und Lichtenberg in einem Ausbildungsprojekt Teile der Parkanlage (ab dem 22. Juni 2015): Es wurden abschnittsweise die Rabatteneinfassungen neu verlegt sowie Wege, Bänke, Pergola und Rasenflächen überarbeitet. Ab Oktober 2015 gab es Neubepflanzung mit Rosen und Stauden. Manche Arbeiten mussten wiederholt werden und zwischenzeitlich erfolgten auch Arbeitsunterbrechungen zu Berufsschulzwecken. Die Azubis erhielten Anleitung von einem erfahrenen Ausbilder aus Lichtenberg. Sie arbeiteten nach Planungen von Ingenieurinnen aus Friedrichshain-Kreuzberg. Die Gesamtbauzeit ging bis Herbst 2016, die Gesamtkosten betrugen insgesamt 40 bis 50.000 Euro für Material, Pflanzen und die Baustelleneinrichtung. Die Kosten trug der Bezirk Friedrichshain-Kreuzberg, verteilt und eingeplant auf zwei Jahre. Dies geschah im Rahmen der Internationalen Gartenausstellung 2017 (IGA) die in Marzahn stattfand.
Zum 50. Jahrestag des Aufstands wurde im Jahr 2003 an einer niedrigen Backsteinmauer in einer gemeinsamen Aktion von DGB, IG BAU Berlin, IG Metall Berlin-Brandenburg-Sachsen, Bürgerbüro e. V., Förderverein Karl-Marx-Allee e. V. und dem Bezirksamt Friedrichshain-Kreuzberg eine Aluminiumtafel angebracht, die auf die Geschichte des Parks hinweist. Folgendes steht auf der Tafel: „Wir wollen freie Menschen sein“ / Am Rosengarten begannen die Bauarbeiter am 16. Juni 1953 / ihren Protest gegen die Normerhöhung der SED-Regierung. / Ihre Aktion führte zum landesweiten Volksaufstand. Seit die Tafel angebracht wurde, wurde sie mehrfach beschädigt. Eine Tafel wurde im November 2004 angebracht und am 8. Februar 2005 von Unbekannten entwendet und schließlich nochmals erneuert.
Im Rosengarten wurde die Schlussszene der Fernsehserie Das Damengambit gedreht.